# Parafia św. Antoniego z Padwy w Fairfield
Parafia św. Antoniego z Padwy w Fairfield (ang. St. Anthony of Padua Parish) – parafia rzymskokatolicka  położona w Fairfield, Connecticut, Stany Zjednoczone.
Jest jedną z wielu etnicznych, polonijnych parafii rzymskokatolickich w Nowej Anglii z mszą św. w j. polskim dla polskich imigrantów.
Parafia została dedykowana św. Antoniemu z Padwy.
Utworzona w 1927 roku.
W grudniu 2018 r. biskup Frank Caggiano mianował Eleanor W. Sauers koordynatorem życia parafii (Parish Life Coordinator), po raz pierwszy osoba świecka została wyznaczona na czele administracji kościelnej w diecezji. Sauers wcześniej pełniła funkcję dyrektora edukacji religijnej i w 2007 roku napisała pracę doktorską. rozprawa na temat przekształceń parafii.